# 徐德帥
徐德帥（Xu Deshuai，1987年7月13日—），生於中國大連，香港足球運動員，司職右中場，現時自由身。

## 球會生涯
徐德帥生於中國大連，出身於中國足球超級聯賽球隊大連實德，曾經入選中國國青隊。2005年，徐德帥以借將身份來港加盟公民，其後正式轉會。他的優點是速度快，自由球和遠程射門把握力高，而且擁有良好的球賽閱讀能力，往往能為球友製造入球機會。2008－09球季，徐德帥表現大熟大勇，除了站穩球隊正選位置，更於2008年底首次入選香港足球代表隊。當季結束後，徐德帥更首次入選香港足球明星選舉的最佳11人。。2009－2010球季，徐德帥在香港隊的出色表現力壓李威廉入選，再次於香港足球明星選舉當選最佳11人。
2010年夏季，徐德帥加盟香港甲組足球聯賽球隊南華，但在李威廉、史高斯等出色的側翼球員競爭下，徐德帥難以取得穩定的上陣機會，有時亦要客串不擅長的中場中位置，故此表現開始下滑。2012年7月，徐德帥為了爭取出場機會，選擇加盟以年輕球員為主的太陽飛馬。2013年夏季，徐德帥加盟香港甲組足球聯賽球隊傑志，首季因背傷而鮮見上陣。在效力傑志的第二季，傷癒復出的徐德帥整季為球隊合共射入7球，首季成為本地華人首席射手。2015年3月22日，徐德帥獲體育記者協會選為香港超級聯賽「二月最有價值球員」，接過獎座及2000港元獎金。最終徐德帥助傑志奪取聯賽冠軍、聯賽盃及足總盃冠軍。
2015年6月12日，東方於社交網站宣佈，徐德帥正式加盟。2015年11月1日，徐德帥於東方對夢想駿其的港超聯賽，完場前向駿其小將黃梓浩開肘，後者被撞爆鼻骨血流如柱，徐德帥則被球證出示紅牌驅逐離場，並已執行了1場停賽。2015年11月10日，徐德帥透過球會發出道歉信，並被罰款一萬元，球會亦會將同等金額，即合共兩萬元捐予慈善團體。2015年11月24日，足總紀律委員會判罰徐德帥停賽3場。2016年1月24日，在香港大球場上演的高級組銀牌決賽，由東方迎戰冠忠南區，徐德帥於61分鐘主射30碼罰球破網，再在84分鐘，右路傳中巴域斯近門頂入為東方鎖定2–0勝局，為東方第10次取得高級組銀牌錦標，貢獻1入球及1助攻的徐德帥也當選決賽最有價值球員。

## 國際賽生涯
2009年，徐德帥代表香港參與東亞運動會足球項目，他在決賽對日本一役頭槌二傳給後備上陣的陳肇麒頂入，間接協助香港以1－1迫和日本，最終香港以在互射12碼總比數5－3勝出，歷史性贏得國際綜合運動會足球金牌，是金牌功臣之一。2008年底，居港已經滿兩年的徐德帥首次入選香港代表隊。2009年1月6日，在旺角大球場上演的第31屆省港盃次回合，上演絕地反擊戰，易邊後，徐德帥右路罰球勁射破網助港隊在總比數反先4–3，一炮而紅，在首回合落後1–3的劣勢下，終戰至加時以4–1反勝廣東隊，以總比數5–4獲勝，香港隊連續3屆捧盃。
2014年10月10日，在旺角大球場舉行的國際足球友誼賽，由香港主場迎戰新加坡，上半場7分鐘，徐德帥截得對方傳球後，順勢單刀推入禁區一抽入網，為香港隊領先1–0，徐德帥再在52分鐘妙傳鞠盈智，後者接應後單刀扣過門將射入至2–0，最終香港以2–1擊敗新加坡。2015年6月16日，2018年世界盃亞洲區外圍賽，香港以2–0擊敗馬爾代夫，63分鐘，徐德帥接應快開罰球，擺脫對手後單刀射入為香港隊領先1–0，助香港在世界盃外圍賽取得兩連勝。2016年11月9日，2017年東亞盃外圍賽第二圈第二日賽事，香港在旺角大球場迎戰中華台北，徐德帥在半場時間後備上陣，但在比賽中段受傷，不過他仍堅持比賽，並分別用左腳和右腳交出助攻，協助港隊隊友艾力士職業生涯首度「大四喜」，包辦香港隊的四個入球，最終香港以4–2擊敗中華台北。但徐德帥賽後左膝感痛楚，接受進一步檢驗後，證實左膝韌帶內側二級受傷，幸傷處未有撕裂，但要休息六至八周始可恢操練，隨即退隊。

## 家庭生活
2016年9月15日，徐德帥妻子誕下一名兒子。

## 榮譽
大連實德
- 中國超級聯賽冠軍（2005年）
- 中國U19冠軍盃（2006年）

公民
- 香港足總盃冠軍（2007–08季度）

南華
- 香港聯賽盃冠軍（2010–11季度）
- 香港足總盃冠軍（2010–11季度）

傑志
- 香港甲組足球聯賽冠軍（2013–14季度）
- 香港聯賽盃冠軍（2014–15季度）
- 香港足總盃冠軍（2014–15季度）
- 香港超級聯賽冠軍（2014–15季度）

東方龍獅
- 香港超級聯賽冠軍（2015–16季度）
- 香港高級組銀牌亞軍（2017–18季度）
- 香港高級組銀牌冠軍（2015–16季度）
- 香港社區盃冠軍（2016年）

香港代表隊
- 東亞運動會足球項目金牌（2009年）
- 香港傑出運動員選舉 香港最佳運動隊伍（2009年）
- 龍騰盃冠軍（2010年）
- 省港盃冠軍（2009、2012年）

個人
- 香港足球明星選舉 最佳11人（2008–09、2009–10、2014–15季度）
- 香港超級聯賽「二月最有價值球員」
- 香港高級組銀牌 賽事最有價值球員（2015–2016季度）

## 外部連結
- 香港足球總會網頁球員資料 （页面存档备份，存于）